# London Bridge Is Falling Down

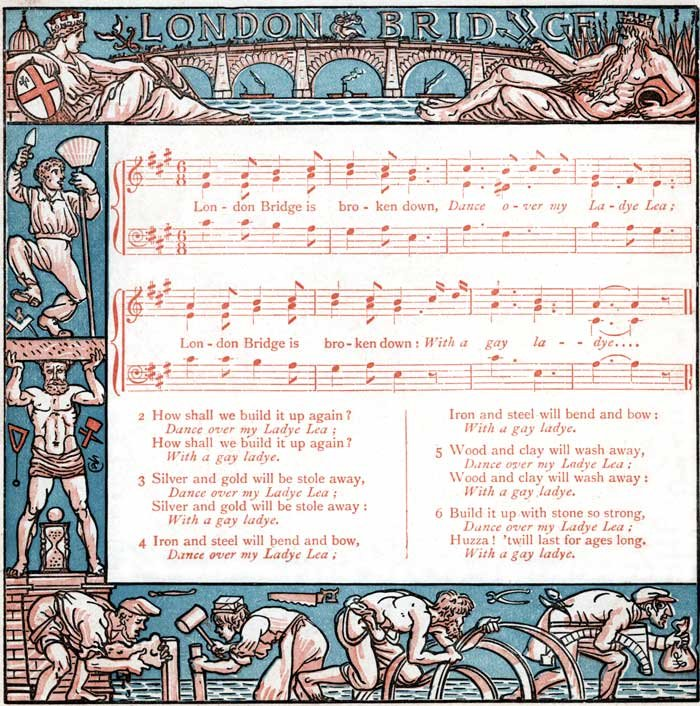
La chanson illustrée dans The Baby's Bouquet de Walter Crane, vers 1877.

London Bridge Is Falling Down (également appelée My Fair Lady ou simplement London Bridge) est une chanson enfantine traditionnelle anglaise. 
Le sujet de cette chanson est la dégradation du London Bridge et une série de tentatives, plus ou moins farfelues, de le réparer. Cette chanson trouve probablement ses origines au Moyen Âge, mais les traces écrites les plus anciennes remontent au XVIIe siècle. Les premières versions imprimées sont du milieu du XVIIIe siècle, et elle est devenue célèbre au cours du XIXe siècle, notamment au Royaume-Uni et aux États-Unis.